# فؤاد إبراهيم
فؤاد إبراهيم هو أحد الأشخاص الستة الذين قاموا بتأسيس جماعة الإخوان المسلمين بالاشتراك مع حسن البنا في مارس 1928.